# Izotyp
Izotyp (gr. ἴσος „równy” τύπος „wzór, znak, odcisk”) – termin z dziedziny nomenklatury botanicznej: dublet holotypu, pochodzący z tego samego zbioru i często rozsyłany do innych zielników (nie może być ilustracją). W nomenklaturze zoologicznej pojęcia izotypu nie używa się.